# 斯瓦内蒂
斯瓦内蒂（羅馬化：Svaneti）是位於喬治亞西北部的一個地區的名稱。斯瓦人生活在這裡。斯瓦内蒂是歐洲海拔最高的有人居住區，高加索山脈最高的10個山峰中有四個位於這裡，並且喬治亞的最高峰亦在斯瓦内蒂。在歷史上，斯瓦内蒂可以分為“上斯瓦内蒂”和“下斯瓦内蒂”兩個區域，其中上斯瓦内蒂的建築群和文化景觀被列入世界文化遺產。